# Cash Cash
Cash Cash es un grupo de música estadounidense, compuesto por Jean Paul, Alex Makhlouf, y Samuel Frisch.

## Discografía

### Álbumes de estudio
| Take It to the Floor                                         | - Released: 23 de diciembre de 2008 - Label: Universal Republic Records - Format: Digital download, CD | 31 | -   |
| Love or Lust                                                 | - Released: 19 de abril de 2011 - Label: Twilight Records - Format: Digital download, CD               | -  | 169 |
| The Beat Goes On                                             | - Released: 2012 - Label: Twilight Records - Format: Digital download, CD                              | -  | 163 |
| Blood, Sweat & 3 Years                                       | - Released: 24 de junio de 2016 - Label: Big Beat, Atlantic - Format: Digital download, CD             | -  | -   |
| Say It Like You Feel It                                      | - Released: 14 de mayo de 2021 - Label: Big Beat, Atlantic - Format: Digital download, CD              | -  | -   |
| "—" denotes an album that did not chart or was not released. | |    |     |

### Extended plays
| Título    | Detalles                                                                                    | Tabla de posiciones |
| Título    | Detalles                                                                                    | US Heat             |
| --------- | ------------------------------------------------------------------------------------------- | ------------------- |
| Cash Cash | - Released: 7 de octubre de 2008 - Label: Universal Republic - Format: Digital download, CD | 24                  |
| Red Cup   | - Released: 2010 - Label: Universal Republic - Format: Digital download                     | -                   |
| Overtime  | - Released: 2013 - Label: Big Beat / Atlantic Records - Format: Digital download            | -                   |
| Lightning | - Released: 2014 - Label: Big Beat / Atlantic Records - Format: Digital download            | -                   |

### Sencillos
| Año  | Título                                                     | Álbum                   |
| ---- | ---------------------------------------------------------- | ----------------------- |
| 2009 | «Party in Your Bedroom»                                    | Take It to the Floor    |
| 2009 | «Everytime We Touch»                                       | non-album tracks        |
| 2010 | «Forever Young»                                            | non-album tracks        |
| 2010 | «Red Cup (I Fly Solo)» (featuring Lacey Schwimmer & Spose) | non-album tracks        |
| 2011 | «Victim of Love»                                           | Love or Lust            |
| 2011 | «Sexin' on the Dance Floor» (featuring Jeffree Star)       | Love or Lust            |
| 2012 | «Michael Jackson»                                          | The Beat Goes On        |
| 2012 | «Overtime»                                                 | Overtime (EP)           |
| 2013 | «Take Me Home» (featuring Bebe Rexha)                      | Overtime (EP)           |
| 2014 | «Lightning» (featuring John Rzeznik)                       | Lightning - EP          |
| 2014 | «Surrender» (featuring Julia Michaels)                     | Blood, Sweat & 3 Years  |
| 2015 | «Untouchable» (featuring Tritonal)                         | non-album track         |
| 2015 | «Devil» (featuring Busta Rhymes, B.o.B. & Neon Hitch)      | Blood, Sweat & 3 Years  |
| 2015 | «Escarole»                                                 | Blood, Sweat & 3 Years  |
| 2016 | «Aftershock» (featuring Jacquie Lee)                       | Blood, Sweat & 3 Years  |
| 2016 | «How to Love» (featuring Sofía Reyes)                      | Blood, Sweat & 3 Years  |
| 2016 | «Millionaire» (featuring Digital Farm Animals & Nelly)     | Blood, Sweat & 3 Years  |
| 2016 | «Broken Drum» (featuring Michael Fitzpatrick)              | Blood, Sweat & 3 Years  |
| 2017 | «Matches» (featuring Rozes)                                | Say It Like You Feel It |
| 2017 | «All My Love» (featuring Conor Maynard)                    | Say It Like You Feel It |
| 2017 | «Belong» (featuring Dashboard Confessional)                | Say It Like You Feel It |
| 2018 | «Jewel» (featuring Nikki Vianna)                           | Say It Like You Feel It |
| 2018 | «Finest Hour» (featuring Abir)                             | Say It Like You Feel It |
| 2018 | «Call You» (featuring Nasri)                               | Say It Like You Feel It |

### Remixes
2008
- Cobra Starship – City Is At War (featuring Tyga) (Remix)
- Tyga – No Introduction (Additional Programming)

2009
- Cobra Starship – Good Girls Go Bad (Remix)
- Cobra Starship – Monkey Magic (Mixed)

2010
- Stereo Skyline – Tongue Tied (Remix)

2011
- All Time Low – I Feel Like Dancin' (Remix)
- Big Time Rush – Til I Forget About You (Remix)

2012
- Boys Like Girls – Crazy World LP (Additional Production)
- Calvin Harris featuring Ne-Yo – Let's Go (Remix)
- Conor Maynard – Vegas Girl (Remix)
- Jeffree Starr – Legs Up (Co-wrote/Production/Mixed)
- Katy Perry – Part of Me (Remix with The Jane Doze)
- Lady Gaga – Marry the Night (Remix)
- Kelly Clarkson – Catch My Breath (Remix)
- Krewella – Alive (Cash Cash x Kalkutta Remix)
- Megan & Liz – Bad For Me (Additional Production)
- Nervo & Hook n Sling – Reason (Remix with The Jane Doze)

2013
- Nicky Romero – Symphonica (Remix)
- Bruno Mars – Treasure (Remix)
- Capital Cities – Safe And Sound (Remix)
- Vicetone – Heartbeat (Remix)
- Krewella – Live For The Night (Produced, Co-wrote)
- Icona Pop – All Night (Remix)
- Clinton Sparks feat. 2 Chainz, Macklemore & D.A. – Gold Rush (Cash Cash x Gazzo Remix)
- Showtek – Booyah (Remix)
- Hardwell feat. Matthew Koma – Dare You (Cash Cash Remix)

2014
- Rudimental – Free (Cash Cash x Gazzo Remix)
- Katy Perry – Birthday (Cash Cash Remix)
- Bastille – Torn Apart (Cash Cash Remix)

2015
- Rudimental feat. Ed Sheeran – Lay It All On Me (Cash Cash Remix)

2016
- Years & Years – King (Cash Cash Remix)
- Britney Spears feat. G-Eazy – Make Me (Cash Cash Remix)
- Tritonal & Jenaux feat. Adam Lambert – Broken (Cash Cash Remix)
- David Guetta & Cedric Gervais – Would I Lie to You (Cash Cash Remix)

2017
- Jon Bellion – All Time Low (Cash Cash Remix)
- Clean Bandit feat. Zara Larsson – Symphony (Cash Cash Remix)
- P!nk – What About Us (Cash Cash Remix)
- Kelly Clarkson – Love So Soft (Cash Cash Remix)
- Liam Payne – Bedroom Floor (Cash Cash Remix)

2018
- Troye Sivan – My My My! (Cash Cash Remix)
- Lovelytheband – Broken (Cash Cash Remix)

### Music y remixes para Sega
| Año  | Título | Álbum                                                              |
| ---- | --- | ------------------------------------------------------------------ |
| 2010 | Reach For The Stars (vs. Tomoya Ohtani)                                                                   | Sonic Colors Original Soundtrack: Vivid Sounds × Hybrid Colors     |
| 2010 | Speak With Your Heart                                                                                     | Sonic Colors Original Soundtrack: Vivid Sounds × Hybrid Colors     |
| 2011 | Stardust Speedway (vs. Jun Senoue)                                                                        | Sonic the Hedgehog CD Original Soundtrack 20th Anniversary Edition |
| 2011 | Sonic Boom (vs. Crush 40)                                                                                 | Sonic the Hedgehog CD Original Soundtrack 20th Anniversary Edition |
| 2012 | Run Through the Speed Highway — Cash Cash RMX / Speed Highway: Act 1                                      | Sonic Generations Original Soundtrack: Blue Blur                   |
| 2012 | Going Down!? — Cash Cash vs. Jun Senoue RMX / Speed Highway: Act 2 — Skyscraper Downhill (vs. Jun Senoue) | Sonic Generations Original Soundtrack: Blue Blur                   |
| 2012 | Back 2 Back — Cash Cash RMX / Water Palace: Act 2                                                         | Sonic Generations Original Soundtrack: Blue Blur                   |
| 2012 | Escape From the City — Cash Cash RMX / City Escape: Act 1                                                 | Sonic Generations Original Soundtrack: Blue Blur                   |
| 2012 | Vengeance Is Mine – Cash Cash RMX / Radical Highway: Act 1                                                | Sonic Generations Original Soundtrack: Blue Blur                   |
| 2012 | Boss Battle: Big Arms (vs. Jun Senoue)                                                                    | Sonic Generations Original Soundtrack: Blue Blur                   |
| 2012 | Special Stage                                                                                             | Sonic Generations Original Soundtrack: Blue Blur                   |
| 2012 | Super Sonic Racing — Cash Cash vs. Jun Senoue RMX / Challenge / Mission 1 (vs. Jun Senoue)                | Sonic Generations Original Soundtrack: Blue Blur                   |
| 2012 | Rival Battle: Metal Sonic (US ver.)                                                                       | Sonic Generations Original Soundtrack: Blue Blur                   |